# Prison d'Evin
Pour les articles homonymes, voir Evin.
La prison d'Evin (en persan : زندان اوین, Zendân-e-Evin) est une prison iranienne située à Téhéran.  

## Histoire

### Origines
La prison d'Evin est construite en 1972, sous le règne du dernier shah d'Iran, Mohammad Reza Pahlavi. Elle se situe dans le quartier d'Evin, au nord de la capitale iranienne, Téhéran, au pied des monts Alborz. C'est là que se trouvait la maison de Seyyed Zia'eddin Tabatabai, premier ministre de l'Iran dans les années 1920.
La prison inclut alors une cour pour les exécutions, une cour de promenade et des quartiers séparés pour les prisonniers hommes et femmes. La prison est alors sous le contrôle de la SAVAK, service de sécurité intérieure et de renseignement du régime. Elle a une capacité de 320 prisonniers (dont 20 dans les cellules d'isolement et 300 dans deux grandes cellules collectives). En 1977, la prison est agrandie, afin d'accueillir jusqu'à 1 500 prisonniers, dont au moins 100 dans les cellules d'isolement. En effet, la prison d’Evin a alors supplanté la prison de Qasr dans l’accueil des prisonniers politiques.
La prison reçoit alors des prisonniers prestigieux. Peuvent y être enfermé des opposants communistes ou des sympathisants de gauche, mais aussi des religieux proches de Rouhollah Khomeini, tels que Mahmoud Taleghani et Hossein Ali Montazeri.

### Depuis la révolution islamique
Après la révolution islamique de 1979, la prison n'est pas abandonnée. Au contraire, elle ne cesse de voir son importance croître, jusqu'à accueillir 15 000 prisonniers. En théorie, la prison d'Evin sert de lieu de détention seulement pour les inculpés en attente de jugement et en attente donc d'un transfert vers une autre prison, telle que Qezel Hesar ou Gohardasht. Mais dans les faits, Evin retient des prisonniers qui attendent d'être jugés pendant plusieurs années. Nombre d'entre eux ont d'ailleurs effectué toute leur peine dans la prison d'Evin. Les exécutions peuvent également être réalisées dans la prison.
En 1979, Mohammad Kachouyi devient le chef de la prison d'Evin, mais il est assassiné en juin 1981. Il est remplacé par Asadollah Lajevardi, procureur général de Téhéran, qui s'y installe avec sa famille et y reste en poste jusqu'en 1985. Il est assassiné 13 ans plus tard par les Moudjahiddines du peuple. La politique de l'État islamique s'applique alors pleinement dans la prison d'Evin : il s'agit officiellement de les ramener à l'islam en les faisant étudier les textes sacrés et en apprenant à se repentir de leurs actions passées. Il semble cependant que pour obtenir des confessions de ses prisonniers, Lajevardi se livre à des actes systématiques de torture sur eux. La lauréate du prix Nobel de la paix Narges Mohammadi a documenté les témoignages de détenues qui décrivent comment elles ont été soumises à la « torture blanche ». Des vidéos piratées des caméras de surveillance de la prison révèlent les mauvais traitements et humiliations que subissent les détenus.
Aujourd'hui[Quand ?], la prison d'Evin se trouve au cœur du quartier du même nom, dans le district de Sa'adat Abad, dans une zone résidentielle et commerciale. Elle est entourée par un vaste parc, qui regroupe des restaurants et des maisons de thé fréquentées.
Lors de la contestation faisant suite à la mort de Mahsa Amini, en 2022, de nombreux manifestants sont arrêtés par les forces de sécurité et détenus à la prison d'Evin. Le 15 octobre au soir, un incendie se déclenche dans la prison, faisant huit morts parmi les détenus,.

### Incendie de 2022
Le 15 octobre 2022, un important incendie se déclare dans l'établissement, accompagné de coups de feu et d'explosions. L'incident aurait été déclenché volontairement, en réaction à la mort de Mahsa Amini,.

### Bombardement par Israël en 2025
En juin 2025, l'aviation israélienne bombarde la prison d'Evin à Téhéran, tuant 79 personnes d'après les autorités iraniennes. De nombreuses autres sont portées disparues et présumées mortes pendant l'attaque, notamment une centaine de personnes trans. Des membres du personnel de la prison, des prisonniers, des proches venus leur rendre visite ainsi que des habitants vivant à proximité de l'établissement figurent parmi les victimes. Un nombre indéterminé de détenus est ensuite transféré vers d'autres établissements pénitentiaires.

## Section 209
La Section ou Prison 209 (en persan : بازداشتگاه ۲۰۹) est une section non officielle de la prison d'Evin, véritable prison dans la prison. Elle accueille principalement les détenus politiques,. Elle est sous l'administration de la VEVAK.
Les prisonniers politiques qui y sont gardés sont mis à l'isolement complet. En plus de cette séparation complète avec le monde extérieur, y compris les autres prisonniers, ils doivent supporter des conditions de vie difficiles. Les cellules sont très petites, d'environ 1 mètre sur 1,80 mètre, éclairées en permanence.

## Prisonniers notables

### Avant 1979
La police politique du shah enferma un certain nombre d'opposants. On peut citer plusieurs religieux, proches de Rouhollah Khomeini, tels que Mahmoud Taleghani et Hossein Ali Montazeri.

### Journalistes
Akbar Gandji, journaliste et intellectuel iranien, est arrêté en 2000, à la suite de la publication d'articles impliquant des hommes politiques et hauts fonctionnaires dans les meurtres d'intellectuels et de dissidents survenus en 1998. Il est détenu entre 2000 et 2006.
Le 23 juin 2003, la photo-journaliste Zahra Kazemi est arrêtée, alors qu'elle prend des photographies de la prison. Elle meurt d'une contusion à la tête durant sa période d'emprisonnement. Le gouvernement iranien a affirmé qu'elle était morte d'un accident vasculaire cérébral lors d'un interrogatoire. Les médecins qui ont ausculté le corps de la journaliste ont trouvé des preuves de viol, de torture et une fracture du crâne.
En novembre 2008, le journaliste et blogueur Hossein Derakhshan est détenu à Evin, sous l'accusation d'espionnage en faveur d'Israël. Le 28 septembre 2008, il est condamné à 19 ans et demi de prison.
En 2009, Rouhollah Zam, journaliste et activiste, est enfermé pour sa participation au Mouvement vert. Il est libéré en 2011, date à la laquelle il fuit en France.
Roxana Saberi, journaliste irano-américaine, fut arrêtée en janvier 2009 pour avoir exercé son métier sans les accréditations officielles et emprisonnée à Evin. En avril, elle fut également accusée d'espionnage. Elle fut finalement libérée en mai 2009.
Marzieh Rasouli y est emprisonnée de janvier à octobre 2014.
Narges Mohammadi, physicienne, ingénieure et journaliste, y est incarcérée plusieurs fois. Elle s'y trouve encore le 6 octobre 2023 lorsqu'elle reçoit le prix Nobel de la paix, en raison de son action en faveur des droits humains.

### Étudiants
Dès les premières années du régime islamique, des étudiants sont détenus dans la prison d'Evin. Le 15 janvier 1982, la jeune lycéenne Marina Nemat est emprisonnée à l'âge de seize ans pour avoir participé à des manifestations contre le régime. Condamnée à mort, puis à la prison à vie, elle est finalement libérée au bout de deux ans. Elle a cependant raconté dans un livre les tortures dont elle et ses compagnons furent victimes.
Esha Momemi, étudiante à la California State University a été emprisonnée à Evin, dans la section 209, le 15 octobre 2008 pour crimes contre la sécurité nationale, arrêtée alors qu'elle était en Iran pour rendre visite à sa famille et faire des recherches sur les droits des femmes. Elle est finalement libérée le 11 novembre 2008.

### Dissidents religieux
Divers responsables baha'is sont emprisonnés à Evin. Le 14 mai 2008, six membres de la communauté baha'ie sont arrêtés et conduits à la prison d'Evin, où ils sont détenus dans la section 209. Le 11 août 2010, ils sont condamnés à 20 ans de réclusion, ensuite réduits à 10 ans,, et transférés à la prison de Gohardasht.

### Minorités
Zeinab Jalalian, une femme appartenant à la minorité kurde, est incarcérée courant 2010 dans la Section 209.

### Société civile
De 2005 à 2007, Majid Kavousifar et son neveu Hussein y sont incarcérés pour le meurtre du juge Hassan Moghaddas.
En 2012, le blogueur Sattar Beheshti y est torturé à mort pour avoir critiqué le régime sur Facebook,.

### Étrangers
Connue internationalement pour la détention de prisonniers politiques, la prison d'Evin a également été impliquée dans plusieurs affaires internationales concernant des ressortissants ou des résidents de pays européens, dont la France. Plusieurs citoyens français ont été arrêtés et détenus dans cette prison sous des accusations controversées d’espionnage ou d’atteinte à la sécurité nationale, dans ce que certains observateurs qualifient de « diplomatie des otages » pratiquée par l'Iran. Ces détentions ont souvent constitué des sujets de tensions diplomatiques entre l’Iran et la France,.
En juillet 2009, trois Américains, Shane Bauer, Joshua Fattal et Sarah Shourd, résidant au Kurdistan irakien, sont capturés par des garde-frontière iraniens alors qu'ils se promenaient à la frontière Iran-Irak. Ils furent détenus à la prison d'Evin et convaincus d'espionnage au service d'Israël par une cour de justice iranienne,. Finalement, Sarah Shourd fut libérée contre une caution de 500 000 dollars.
Aux mois de juillet et août 2009, Clotilde Reiss, une étudiante française, est accusée d'avoir informé par mails de l'avancée des manifestations étudiantes. Elle passe 47 jours à la prison d'Evin, entre le 1er juillet et le 16 août 2009.
En septembre 2009, trois touristes belges, Vincent Boon-Falleur, Idesbald Van den Bosch et Diego Mathieu, sont arrêtés et envoyés à Evin pour avoir pénétré et photographié une zone militaire près de Semnan. Ils sont mis à l'isolement dans la section 209 avant d'être placés en cellules collectives. Ils y restent jusqu'au 8 décembre, date à laquelle ils sont libérés à la suite des négociations diplomatiques entre l'Iran et la Belgique.
Le Français Roland Marchal et la Franco-iranienne Fariba Adelkhah, chercheurs au CERI de Sciences Po, sont détenus à Evin depuis juin 2019. Roland Marchal est libéré en mars 2020 et Fariba Adelkhah en septembre de la même année. De janvier 2022 à février 2023, elle est réincarcérée.
Entre 2016 et 2022, les irano-britanniques Nazanin Zaghari-Ratcliffe et Anousheh Ashouri y sont détenus.
Les Français Cécile Kohler et Jacques Paris sont détenus dans la section 209 de la prison d'Evin depuis mai 2022. Le touriste Olivier Grondeau y est détenu pour « conspiration contre la république islamique » d'octobre 2022 à mars 2025,.
Le touriste français Louis Arnaud est détenu à la prison d'Evin à partir de septembre 2022, condamné à cinq ans d'emprisonnement par la Cour révolutionnaire de Téhéran pour « propagande et atteinte à la sécurité de l'État ». Il est libéré en juin 2024.
Depuis février 2022, l'humanitaire belge, Olivier Vandecasteele, est détenu dans la prison d'Evin. En janvier 2023, il est condamné à 40 ans de prison et 74 coups de fouet,. Il est libéré en mai 2023.

### Autres
- Mohsen Sazegara
- Nasser Zarafshan
- Benyamin Gholizadeh
- Ahmad Batebi
- Roxana Saberi
- Yishmael Movassaghian
- Taher Movassaghian
- Mitra Farahani
- Silva Harotonian
- Hossein Derakhshan
- Mehdi et Hossein Rajabian
- Jafar Panahi
- Hale Sahabi
- Milad Darwish
- Siamak Namazi[45]
- Ayatollah Kazemini Boroujerdi
- Marina Nemat
- Shiva Nazar Ahari
- Bahman Ahmadi Amoui[46]
- Ghoncheh Ghavami
- Sahar Delijani
- Mahnaz Mohammadi, cinéaste.
- Homa Hoodfar
- Atena Daemi
- Fateme Ekhtesari
- Jason Rezaian
- Mohammad Reza Rahimi